# فاوت فان آرت
فاوت فان آرت (بالفرنسية: Wout Van Aert)‏ (و. 1994  م) هو راكب دراجة هوائية، من بلجيكا، يلعب كسيكلو كروس.

## روابط خارجية
- فاوت فان آرت على موقع الاتحاد الدولي للدراجات (الإنجليزية)
- فاوت فان آرت على موقع أرشيف الدراجات (الإنجليزية)
- فاوت فان آرت على موقع إحصائيات الدراجات الإحترافية (الإنجليزية)
- فاوت فان آرت على موقع نسبة الدراجات (الإنجليزية)
- فاوت فان آرت على موقع CycleBase (الإنجليزية)
- فاوت فان آرت على موقع اللجنة الأولمبية الدولية (الإنجليزية)
- فاوت فان آرت على موقع أوليمبيديا (الإنجليزية)
- فاوت فان آرت على موقع اللجنة الأولمبية البلجيكية (الهولندية)